# 三須精一

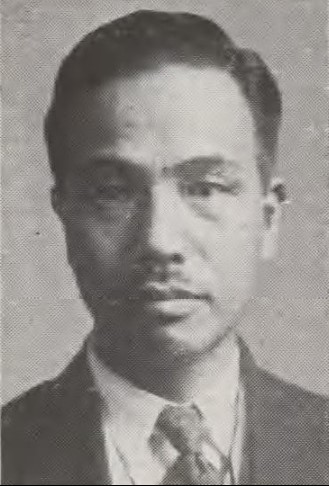
三須精一

三須 精一（みす せいいち、1889年（明治22年）1月20日 - 1948年（昭和23年）12月8日）は、大正から昭和期の実業家、政治家、華族。貴族院男爵議員。

## 経歴
本籍滋賀県。海軍士官・三須宗太郎の長男として生まれる。父の死去に伴い、1922年（大正11年）1月30日、男爵を襲爵した。
学習院高等科を卒業して千葉県立高等園芸学校（千葉高等園芸学校）に進学、1916年（大正5年）卒業した。1918年（大正7年）関東庁嘱託となる。以後、内外農事取締役、日本輸出農産物設立委員などを務めた。
1928年（昭和3年）1月26日、貴族院男爵議員補欠選挙で当選し、公正会に所属して活動し1947年（昭和22年）5月2日の貴族院廃止まで3期在任した。

## 親族
- 母：峯（みね、山本豊躬長女）[1][4]
- 妻：真佐子（長崎省吾四女）[1]
- 長男：武典[1]